# هالدن (یوتا)
هالدن (به انگلیسی: Holden) شهری در ایالت یوتا کشور ایالات متحده آمریکا است که جمعیت آن در سرشماری سال ۲۰۱۰ میلادی، ۳۷۸ نفر بوده‌است.